# Interglaciar Mindel-Riss
| Glaciación/Interglaciación  | Inicio, en años |
| Periodo posglacial/Holoceno | 10.000 a. C.    |
| Glaciación Würm             | 110.000         |
| Interglaciar Riss-Würm      | 140.000         |
| Glaciación Riss             | 200.000         |
| Interglaciar Mindel-Riss    | 390.000         |
| Glaciación Mindel           | 580.000         |
| Interglaciar Günz-Mindel    | 600.000         |
| Glaciación Günz             | 850.000         |

El Mindel-Riss es un periodo interglaciar que también recibe el nombre de Hoxniense en Inglaterra, Yarmouth en Norteamérica y Holstein en la Europa Nórdica. El nombre comnún de Interglaciar Mindel-Riss se refiere a la denominación de las glaciaciones en la Europa central.
Esta fase de clima moderado se da, aproximadamente, entre hace 450 000 y 300 000 años, precedido por la glaciación Mindel y sucedido por la glaciación Riss.
La mayor parte de los hallazgos achelenses se datan en esta fase.
- Datos: Q384634